# الشبكة العالمية للإنذار بالأمراض المتفشية والاستجابة لها
الشبكة العالمية للإنذار بالأمراض المتفشية والاستجابة لها (GOARN) هي شبكة مؤلفة من العديد المؤسسات المهنية ومؤسسات الصحة العامة والمختبرات والمنظمات غير الحكومية وغيرها من المنظمات التي تعمل على مراقبة الأوبئة والاستجابة لها، وتعمل الشبكة عن كثب مع منظمة الصحة العالمية (WHO) وتحت إدارتها؛ حيث تعد منظمة الصحة العالمية واحدة من أبرز شركاء الشبكة.
أهدافها هي: فحص ودراسة الأمراض، وتقييم المخاطر التي تشكلها بعض الأمراض، وتحسين القدرة الدولية على التعامل مع الأمراض.

## الإنشاء
أدركت منظمة الصحة العالمية في بداية القرن الحادي والعشرين أنها لا تملك الموارد اللازمة للاستجابة بشكل مناسب للأوبئة في جميع أنحاء العالم ومنعها؛ لذا تم إنشاء «إطار للأمراض المتفشية عالميًا والاستجابة لها» من قِبل إدارة مراقبة الأمراض المعدية والاستجابة لها والمكاتب الإقليمية، ثم وُضِع هذا الإطار في اجتماع في جنيف في الفترة من 26 إلى 28 أبريل عام 2000؛ حيث تم في هذا الاجتماع -الذي حضره 121 ممثلًا من 67 مؤسسة- اتخاذ قرار بتشكيل الشبكة العالمية للإنذار بالأمراض المتفشية والاستجابة لها للمساهمة في توفير الموارد والتنسيق والمراقبة والدعم الفني بهدف مكافحة الأمراض.
تقرر أن يتم توجيه الشبكة بواسطة لجنة توجيهية مؤلفة من 20 ممثلًا من شركاء الشبكة بالإضافة لفريق دعم تشغيلي (OST) مقره منظمة الصحة العالمية، وتشرف اللجنة التوجيهية على أنشطة الشبكة وتخطط لها، ويتألف فريق الدعم التشغيلي من 5 إلى 6 أعضاء على الأقل من منظمة الصحة العالمية. تم إنشاء تلك المجموعات للتعامل مع قضايا محددة ويتم تنسيق موارد الشبكة بشكل أساسي من قبل منظمة الصحة العالمية.

## الأهداف
تتمثل المبادئ التوجيهية لمنظمة الصحة العالمية في توحيد «الإدارة الوبائية والمخبرية والسريرية والبحث والاتصال واللوجستيات والدعم والأمن والإخلاء ونظم الاتصالات» وتنسيق الموارد الدولية لدعم الجهود المحلية التي يبذلها شركاء الشبكة العالمية للإنذار بالأمراض المتفشية والاستجابة لها لمكافحة تفشي الأمراض، كما تركز على تحسين القدرة على المدى الطويل لتقديم المساعدة الفنية للمناطق المتأثرة.

## الشركاء
زاد عدد شركاء الشبكة العالمية للإنذار بالأمراض المتفشية والاستجابة لها إلى أكثر من 600 شريك في شكل مؤسسات الصحة العامة والشبكات والمختبرات ومنظمات الأمم المتحدة والمنظمات غير الحكومية، أيضا المعاهد الفنية والشبكات والمؤسسات التي لديها القدرة على تحسين قدرات الشبكة العالمية للإنذار بالأمراض المتفشية والاستجابة لها مؤهلة للشراكة.
تعمل الشبكة العالمية للإنذار بالأمراض المتفشية والاستجابة لها -من خلال شركائها- مع فريق عمل مكون من مجموعة متنوعة من الأفراد المتخصصين في الصحة العامة، مثل: «الأطباء والممرضين وأخصائيي مكافحة العدوى واللوجستيين والمتخصصين في المختبرات، والاتصالات وخبراء الأنثروبولوجيا والتعبئة الاجتماعية وإدارة الطوارئ والصحة المهنية من بين آخرين».
تلعب منظمة الصحة العالمية -بصفتها أكبر شريك للشبكة العالمية للإنذار بالأمراض المتفشية والاستجابة لها - دورًا كبيرًا فإلى جانب تنسيق مواردها لمكافحة تفشي المرض، توفر منظمة الصحة العالمية الكثير من الموظفين والمساعدة للشبكة العالمية للإنذار بالأمراض المتفشية والاستجابة لها، على الرغم من أنه سيتم تغطيتها لاحقًا، فهي لا تمول الشبكة العالمية للإنذار بالأمراض المتفشية والاستجابة لها بشكل مباشر، ونظرًا لأن الشبكة تقودها منظمة الصحة العالمية في المقام الأول، فهناك بعض الشكوك حول ما إذا كان ينبغي اعتبار منظمة الصحة العالمية شريكًا في الشبكة العالمية للإنذار بالأمراض المتفشية والاستجابة لها أو ما إذا كان ينبغي اعتبار الشبكة من مبادرات منظمة الصحة العالمية.
الشريك البارز الآخر هو مركز مكافحة الأمراض واتقائها (CDC) الذي يرسل الموارد الفنية والموظفين إلى الشبكة العالمية للإنذار بالأمراض المتفشية والاستجابة لها، وهو يتمتع أيضًا بتاريخ من المشاركة في الموارد والتعاون مع منظمة الصحة العالمية من أجل مكافحة الأمراض.

## الميزانية
لا تمول منظمة الصحة العالمية الشبكة العالمية للإنذار بالأمراض المتفشية والاستجابة لها بشكل مباشر؛ حيث يتم -بدلًا من ذلك- استخدام أعضاء الشبكة والتبرعات الخارجية في كل مرة يحدث فيها إصابات جديدة لدعم استجابة الشبكة العالمية للإنذار بالأمراض المتفشية والاستجابة لها.
تزود مبادرة التهديد النووي الشبكة العالمية للإنذار بالأمراض المتفشية والاستجابة لها بمبلغ 500، 000 دولار أمريكي كصندوق متجدد مخصص لفرق التعبئة والاستجابة السريعة، ويُعرف هذا باسم الصندوق العالمي للاستجابة لحالات الطوارئ التابع لمنظمة الصحة العالمية والمعهد القومي للاتصالات (WHO-NTI) ويجب سداده بعد السحب، وتمتلك الشبكة العالمية للإنذار بالأمراض المتفشية والاستجابة لها فعالية في التشغيل بميزانية صغيرة إلى حد ما.

## البعثات الميدانية
استجابت الشبكة العالمية للإنذار بالأمراض المتفشية والاستجابة لها لأكثر من 120 حالة في 85 دولة ونشرت أكثر من 2300 خبير في تلك الأماكن، ومن أمثلة عمليات النشر هي تفشي مرض السارس في آسيا في عام 2003، وحمى الوادي المتصدع، وفيروس نيباه حول شبه القارة الهندية.
نظرة عامة على البعثات الميدانية:
تعاونت الشبكة العالمية للإنذار بالأمراض المتفشية والاستجابة لها -منذ إنشائها- مع العديد من المنظمات الأخرى للسيطرة على تفشي الأمراض وتحسين القدرة الوطنية على الاستجابة للأمراض، وفيما يلي نبذة مختصرة عن عمل الشبكة العالمية للإنذار بالأمراض المتفشية والاستجابة لها ضد الأمراض الدولية.
في الفترة 2000-2003 استجابت الشبكة العالمية للإنذار بالأمراض المتفشية والاستجابة لها بشكل أساسي لتفشي أمراض مثل الكوليرا والتهاب السحايا والحمى الصفراء في إفريقيا، حيث ساهمت في الفحص الميداني ومحاولات الاحتواء، وفي عام 2003 ساعدت الشبكة العالمية للإنذار بالأمراض المتفشية والاستجابة لها على نشر فرق دولية وساعدت في تنسيق الاستجابة ضد السارس، وفي عام 2004 كانت الشبكة واحدة من أول الشبكات التي نشرت فرقها ضد إنفلونزا H5N1، وفي أبريل - يوليو 2005 ساعدت الشبكة العالمية للإنذار بالأمراض المتفشية والاستجابة لهاعلى السيطرة على حمى ماربورغ النزفية في أنغولا، كما نفذت بعض «مهام تقييم المخاطر والتأهب» في عام 2006 وذلك إلى جانب بعض الاستجابة لأنفلونزا الطيور التي تصيب البشر، وفي عام 2008/2009 استجابت الشبكة العالمية للإنذار بالأمراض المتفشية والاستجابة لها للكوليرا في زيمبابوي.

### الشبكة العالمية للإنذار بالأمراض المتفشية والاستجابة لها ووباء السارس
لعبت الشبكة العالمية للإنذار بالأمراض المتفشية والاستجابة لها دورًا في احتواء تفشي مرض السارس عام 2003 في آسيا، فقد أرسلت الشبكة فرق خبراء في علم الأوبئة وعلم الأحياء الدقيقة / علم الفيروسات ومكافحة العدوى إلى هانوي بفيتنام في 14 مارس 2003 ثم إلى بكين بالصين في 25 مارس 2003، ولم تساعد الشبكة العالمية للإنذار بالأمراض المتفشية والاستجابة لها خلال تفشي هذا الوباء فقط في دراسة تفشي المرض وتقديم المساعدة ولكن أيضًا في تسهيل الاتصال بين وزارة الصحة (هونج كونج) ومنظمة الصحة العالمية.
تم الإبلاغ عن أولى علامات اندلاع المرض في الصين في الفترة من 11 إلى 24 فبراير، وذلك عندما تم الإبلاغ عن إصابة أشخاص متعددين بالمرض، وتم إخطار منظمة الصحة العالمية في 28 فبراير والتي ثم أبلغت الشبكة العالمية للإنذار بالأمراض المتفشية والاستجابة لها مباشرة في 13 مارس، حيث وصل الأعضاء الأوائل في فريق (الشبكة العالمية للإنذار بالأمراض المتفشية والاستجابة لها/منظمة الصحة العالمية) إلى هونغ كونغ في 14 مارس وتبِعَهم فريق آخر للشبكة العالمية للإنذار بالأمراض المتفشية والاستجابة لها مكون من خمسة أشخاص بعد 12 يومًا، وانتقل هذا الفريق الثاني إلى قوانغدونغ حيث حققوا في الحالات الأولى من السارس وأجروا مقابلات مع العاملين في المجال الصحي، وأعلنت منظمة الصحة العالمية أنه تم احتواء المرض في 5 يوليو.
نفذت الشبكة العالمية للإنذار بالأمراض المتفشية والاستجابة لها العديد من عمليات الاستجابة الأولية للسارس في جميع أنحاء العالم من خلال حشد الفرق الميدانية، كما طورت منظمة الصحة العالمية -من خلال الشبكة العالمية للإنذار بالأمراض المتفشية والاستجابة لها أيضًا- العديد من الشبكات الدولية لإنشاء أدوات ومعايير لاحتواء الوباء، وتقوم هذه الشبكات بتوصيل البيانات عن طريق التداول عن بُعد واستخدام مواقع الويب الآمنة لمشاركة المعلومات.
ساعدت الشبكة العالمية للإنذار بالأمراض المتفشية والاستجابة لها الدول -إلى جانب هذه الشبكات والفرق الميدانية- عن طريق تقديم المساعدة مباشرة للمناطق المتأثرة وتحسين قدرتها على الاستجابة لمثل هذه التهديدات في المستقبل، وتم الاعتراف بدور الشبكة العالمية في محاربة تفشي المرض من قبل جمعية الصحة العالمية (WHA) خلال الاجتماع رقم 56 في القرار WHA56.29.

### الشبكة العالمية للإنذار بالأمراض المتفشية والاستجابة لها ووباء الإيبولا
في 23 مارس 2014 تم الإبلاغ عن التقارير الأولى عن الإيبولا في غينيا من قِبَل المكتب الإقليمي لمنظمة الصحة العالمية في إفريقيا، وبعد خمسة أيام تم إرسال أول فريق لـ (الشبكة العالمية للإنذار بالأمراض المتفشية والاستجابة لها) إلى غينيا، وقد وجد هذا الفريق أن الوضع خطير للغاية، وقد نوقشت تلك النتائج في مؤتمر صحفي في جنيف في 8 أبريل.
وفي الأسبوع الثالث من أبريل تعاونت منظمة الصحة العالمية مع الشبكة العالمية للإنذار بالأمراض المتفشية والاستجابة لها لإرسال فريق طبي جديد تدرب على الوقاية من العدوى / السيطرة عليها والعناية المركزة إلى مستشفى غينيا الرئيسي ومستشفى دونكا، وبعد أسبوعين -في 5 مايو- أرسلت منظمة الصحة العالمية خبراء -ثلاثة وثلاثون منهم من الشبكة العالمية للإنذار بالأمراض المتفشية والاستجابة لها - إلى غرب إفريقيا للمساعدة في الاستجابة لتفشي المرض، وتم الكشف عن تفشي المرض وانتشاره إلى سيراليون في وقت لاحق من نفس الشهر.
في 23 يونيو بعثت اللجنة التوجيهية للشبكة العالمية للإنذار بالأمراض المتفشية والاستجابة لها برسالة إلى منظمة الصحة العالمية تطلب فيها من منظمة الصحة العالمية أن تقود بالاستجابة بقوة أكبر لأنها الوكالة الوحيدة التي لديها الموارد والموظفون الذين يقومون بذلك.
وفي خلال فترة انتشار المرض نشرت الشبكة 895 خبيرًا من بينهم «الأطباء والممرضون وأخصائيو مكافحة العدوى واللوجيستيون والمتخصصون في المختبرات وخبراء الاتصالات والأنثروبولوجيا والتعبئة الاجتماعية وإدارة الطوارئ ومهنيو الصحة العامة»، ولا تزال الشبكة تشارك في الاستجابة للإيبولا.

### الشبكة العالمية للإنذار بالأمراض المتفشية والاستجابة لها ووباء الكوليرا
أرسلت الشبكة العالمية للإنذار بالأمراض المتفشية والاستجابة لها إلى سيراليون خبراء في إدارة الحالات والمختبرات من المركز الدولي لبحوث أمراض الإسهال في بنغلاديش للمساعدة في رفع قدرة الاستجابة للعاملين في مجال الرعاية الصحية والمختبرات على إدارة الحالات وتشخيصها.
وفي شمال العراق أدت الحرب الأهلية السورية إلى نزوح العديد من اللاجئين إلى كردستان، وعانت مخيمات اللاجئين من سوء الصرف الصحي، الأمر الذي أدى إلى تفشي وباء الكوليرا في المنطقة في عامي 2007 و2012، وقد قامت الشبكة العالمية للإنذار بالأمراض المتفشية والاستجابة لها -بناءً على طلب وزارة الصحة العراقية للحصول على الدعم والتدريب على الاستجابة للفاشيات- بنشر فريق متعدد الاختصاصات مكون من ستة خبراء إلى مخيمي دهوك وإربيل بشمال العراق للمساعدة في تقييم خطر الإصابة بالكوليرا والأمراض الأخرى، وكذلك مساعدة وزارة الصحة على الاستعداد لمواجهة الأمراض.

### الشبكة العالمية للإنذار بالأمراض المتفشية والاستجابة لها وفيروس H1N1
دعمت الشبكة العالمية للإنذار بالأمراض المتفشية والاستجابة لها البلدان ومختلف منظمات مكافحة تفشي المرض لمحاربة تفشي فيروس H1N1 في الولايات المتحدة والمكسيك، وقد بدأ تحذير الشبكة العالمية للإنذار بالأمراض المتفشية والاستجابة لها وطلب المساعدة في المكسيك في 24 أبريل 2009، وعلى مدار فترة تفشي المرض ساعدت الشبكة العالمية للإنذار بالأمراض المتفشية والاستجابة لها منظمة الصحة للبلدان الأمريكية على التنسيق وتبادل المعلومات مع مركز السيطرة على الأمراض (CDC) ووكالة الصحة العامة في كندا، كما تم تزويدها بالدعم والتدريب من المكتب الإقليمي لغرب المحيط الهادئ حتى يتمكن من دعم المكاتب الإقليمية في مانيلا والقيام بمهام ميدانية في ماليزيا ومنغوليا، كما نظمت الشبكة دورة تدريبية مشتركة مع المكتب الإقليمي لشرق المتوسط في القاهرة.
وبشكل عام نفذت الشبكة العالمية للإنذار بالأمراض المتفشية والاستجابة لها حتى الآن 188 مهمة في 27 دولة لتعزيز التنسيق الدولي بين هذه المنظمات ولتحسين القدرة الدولية على الاستجابة للتهديدات، وتألفت أنشطتها من تقييم الوضع والتواصل بين الشركاء ومكافحة العدوى والتشخيص المختبري ونقل العينات.

## وصلات خارجية
- الشبكة العالمية للإنذار بالأمراض المتفشية والاستجابة لها ووباء السارس
- الشبكة العالمية للإنذار بالأمراض المتفشية والاستجابة لها ووباء الايبولا